# Šipecká čelist
Jako „Šipecká čelist“ je označován dnes již neexistující archeologický nález. Jedná se o fragment spodní čelisti neandrtálského dítěte s progresivními vývojovými (již sapientními) rysy, které zřejmě zemřelo ve věku asi 8–10 let. 
V jeskyni Šipka ve Štramberku ho objevil 26. srpna roku 1880 archeolog Karel Jaroslav Maška, gymnaziální profesor v Novém Jičíně. Čelist ležela v popelu dávného ohniště 1,4 metru pod povrchem, neandrtálci zde tedy kdysi sídlili. Na místě bylo objeveno také velké množství zvířecích pozůstatků a kamenných nástrojů vyrobených z místního rohovce, ale i z pazourku. Objev je unikátní tím, že čelist byla jediným přímým pozůstatkem člověka neandrtálského na českém území. Ve své době se stal bezmála světovou archeologickou senzací. 
Nález čelisti a související nálezy kamenné industrie, která náleží středopaleolitické kultuře moustérienu, lze datovat do středního paleolitu, má stáří zhruba 40 000 let. 
Dnes již tento významný archeologický nález neexistuje – byl zničen společně s řadou dalších unikátů a důležitých artefaktů a souborů v dubnu roku 1945, když na konci druhé světové války vyhořel zámek v Mikulově (kde byly nejvzácnější archeologické nálezy ze sbírek Moravského zemského muzea ukryty před blížící se frontou). Dnes existují pouze odlitky čelisti.